# Temple City
Temple City é uma cidade localizada no estado americano da Califórnia, no condado de Los Angeles. Foi incorporada em 25 de maio de 1960.

## Geografia
De acordo com o United States Census Bureau, a cidade tem uma área de 10,4 km², onde todos os 10,4 km² estão cobertos por terra.

### Localidades na vizinhança
O diagrama seguinte representa as localidades num raio de 8 km ao redor de Temple City.

## Demografia
Segundo o censo nacional de 2010, a sua população é de 35 558 habitantes e sua densidade populacional é de 3 423,70 hab/km². Possui 12 117 residências, que resulta em uma densidade de 1 166,68 residências/km².